# 말라테스타 노벨로

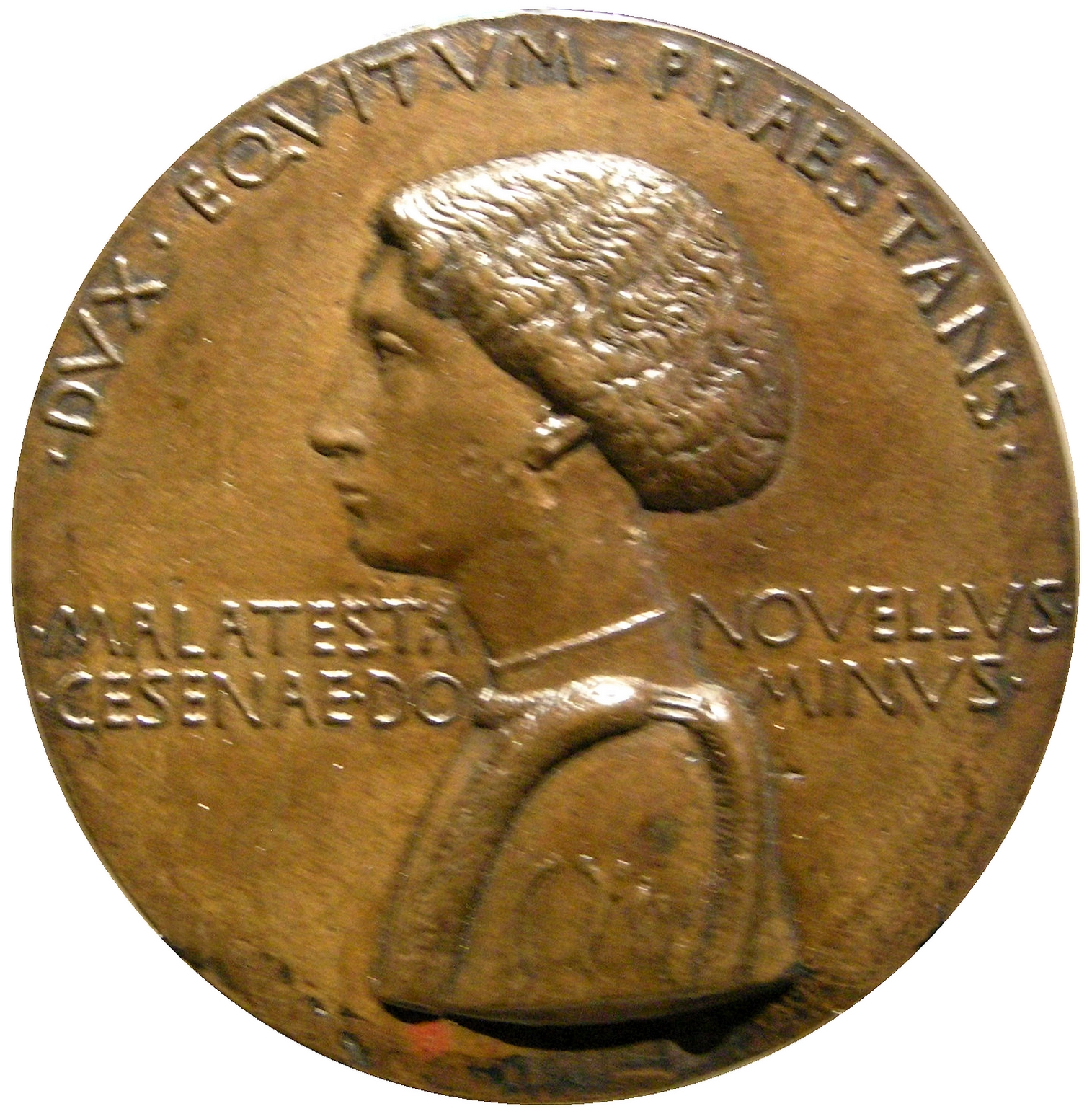

도메니코 말라테스타(Domenico Malatesta)는 말라테스타 노벨로(Malatesta Novello, 5 August 1418 – 20 November 1465)로 더 잘 알려진 말라테스타 가문 출신의 이탈리아 콘도티에로이다.

## 생애
그는 브레시아에서 판돌포 3세 말라테스타와 안토니아 다 바리냐노(Antonia da Barignano)의 아들로 태어났다. 그의 작은 아버지인 카를로 말라테스타가 사망한 후인 1429년, 그는 11세의 나이에 그의 형제 갈레오토 로베르토(1년만인 1432년에 사망)와 시지스몬도 판돌포 함께 체세나의 군주가 되었다. 2년 후, 그는 페사로의 말라테스타 가가 사주한 도시내 몇몇 폭동을 진압했다. 체세나 시민들은 지도자에게서 등을 돌렸으며, 그의 형제 시지스몬도 판돌포를 군주로 불렀다. 또한 1431년 그는 파노에서 반란을 진압했다.
체세나에서 홀로 통치를 시작한 1433년 이래로 그는 지기스문트 황제에 의해 제국의 기사가 되었다. 그러므로, 그는 도메니코라는 이름을 버리고 말라테스타 노벨로라고 불렸다. 그 당시 그의 영지는 체세나, 베르티노로, 멜도라, 사르시나, 론코프레도와 피비에로디세스티노(Piviero di Sestino)가 포함됐다. 그는 또한 중요 요새 시설이 지어진 체르비아를 지기스문트 황제에게 받기도 하였다.
16세이던 1434년, 그는 4세이던 비올란테 다 몬테펠트로와 혼인했다. 둘은 떨어져 살다가, 그녀의 12세 생일 때 같이 살게 되었다.
그의 군사적 행위 외에, 말라테스타 노벨로는 성 마리아 수도원 (1438년), 체세나 성벽과 말라테스티아나 성 확장(1441년), 1452년에 유럽 최초의 대중 도서관인 말라테스티아나 도서관 등을 세우며, 체세나 내 대형 건축 사업으로도 유명했다. 그는 또한 다리, 터널, 댐 같은 토목공사도 실시하였다.
그는 1465년 체세나에서 사망했다. 그의 죽음으로 체세나에 말라테스타 지배권은 막을 내렸다.